# سید عباس ابوترابی‌فرد
سید عباس ابوترابی‌فرد (۱۶ آبان ۱۲۹۵، قزوین – ۱۲ خرداد ۱۳۷۹) نماینده دوره اول مجلس شورای اسلامی حوزه انتخابیه زنجان (قزوین) تعداد آراء: ۱۰۰٫۷۱۸ درصد آراء: ۵۹٫۷۰ است.
وی متولد قزوین بود و پدرش سید ابوتراب نام داشت.
وی در ۱۲ خرداد ۱۳۷۹ در مسیر زیارت حرم علی بن موسی الرضا به همراه پسرش سید علی‌اکبر ابوترابی‌فرد بر اثر سانحه رانندگی در سن ۸۴ سالگی درگذشت و پیکر هر دو در صحن آزادی حرم امام رضا به خاک سپرده شد.